# Mina (Szaúd-Arábia)
Mina (arabul: منى, Minā) Szaúd-Arábiában egy kiterjedt völgy neve, amely alig 5 kilométerre keletre fekszik a muzulmánok szent városától, Mekkától. Az év nagy részében lakatlan és kietlen Mina az Arafat síkságon fekszik, amelyen átfut az az út, amely összeköti Mekka központját és a síkságot lezáró gránit kiemelkedést, az Arafat-hegyet. A sivatagban emelkedő hegyet az iszlám szentnek tekinti, és gyakran Dzsabal al-Rahmának, azaz a Hála hegyének nevezik.
A Mina szó arabul szerelmet, vágyakozást jelent, amely arra a muszlim legendára nyúlik vissza, hogy Ádám és Éva éppen ezen a helyen találkoztak újra egymással kétszáz esztendővel azután, hogy Allah kiutasította őket a Paradicsomból. 
Mina pusztasága mindezek mellett az éves nagy muzulmán zarándoklat, a háddzs miatt vált közismertté az iszlám világban. A zarándoklat hete alatt a sivár pusztán hatalmas sátorvárost állítanak fel, amely ideiglenes szállást biztosít a zarándokok tömegének. Már a korábbi években is több százezren szállták meg Mina pusztaságát ebben az időszakban, de ez a szám a 2008-as háddzs idején túlszárnyalta a két milliót is!

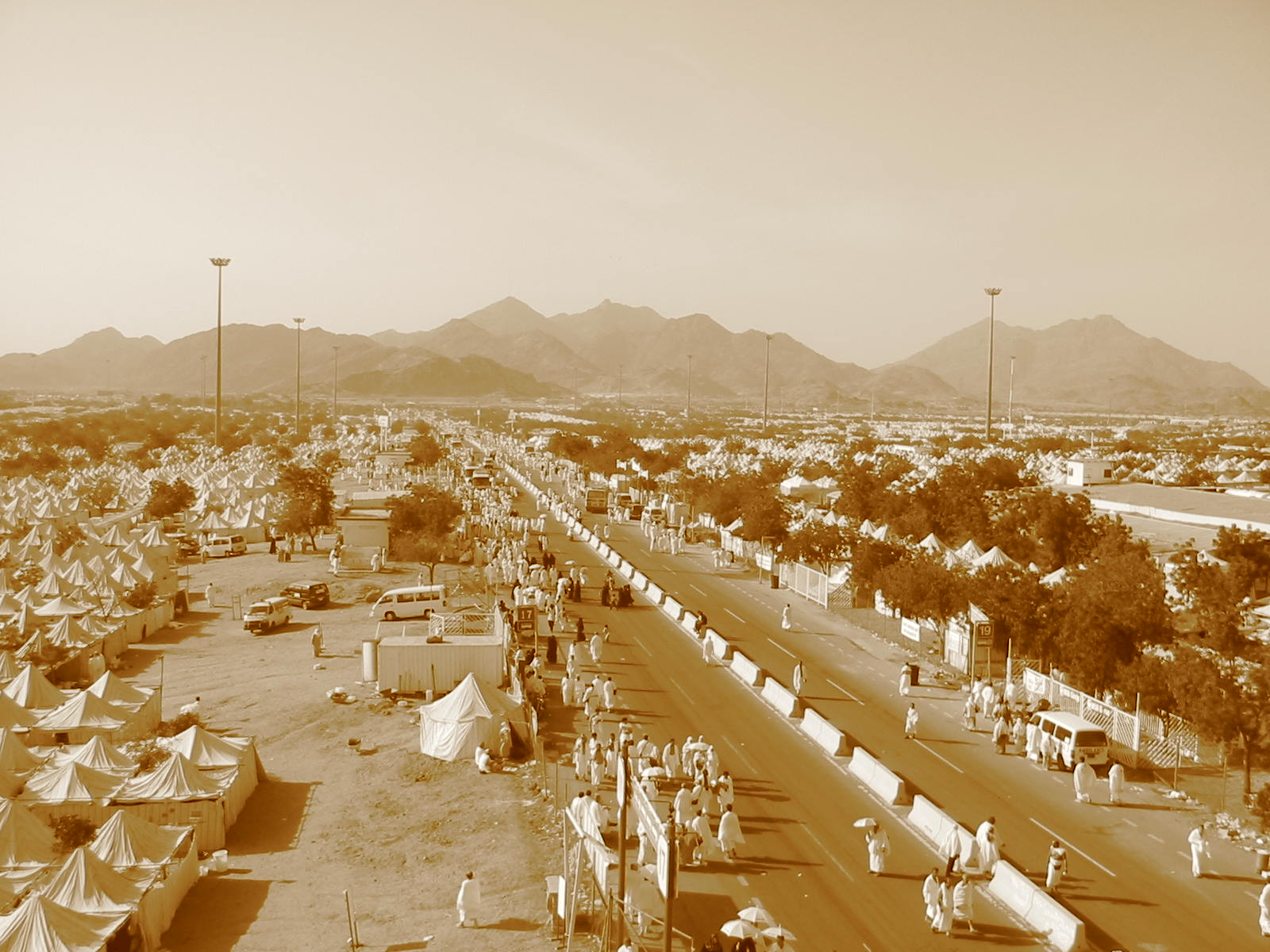
Az Arafat-hegy látványa a minai sátorvárosból

A pusztaság azonban nemcsak szálláshelyet biztosít a zarándokoknak, hanem a háddzs egyik fontos rituáléjának a helyszíne is. A Mina völgyében található a Dzsamarát-híd, amely a Mekka felé vezető úton található. Ennek a hídnak a tőszomszédságában áll az a három oszlop, amelyek a zarándoklat utolsó napján a hagyományok és szokások központjában állnak. Ezek az oszlopok szimbolizálják a gonoszt, magát a sátánt, amelyet a háddzsra érkező muzulmánok megköveznek. Az ördög megkövezése a zarándoklat hetedik, azaz utolsó napján történik napkeltétől napnyugtáig. Ennek a hagyománynak a vallási alapját az teremtette meg, hogy egy legenda szerint ezen a helyen kövezte meg Ábrahám a sátánt, amikor az megpróbálta megakadályozni, hogy véghez vigye az Úr parancsát, nevezetesen azt, hogy feláldozza neki elsőszülött fiát, Ismáelt. (Az iszlám hit szerint Ábrahám nem Izsákot akarja feláldozni az Úr oltárán!) A Mina pusztasága a muzulmánok számára tehát egyúttal az a szent hely is, ahol Ábrahám hite erejét bizonyította Allah színe előtt.
A zarándoklatra érkező elképesztő tömeg azonban sok fejtörést okoz a szaúdi hatóságoknak. Mina pusztája egy héten keresztül több millió zarándoknak ad otthont. A hatalmas tömeg pedig többször is végzetes balesetek helyszínévé változtatta Minát. Legutóbb 2006-ban egy tülekedésben legkevesebb 346 zarándok lelte halálát, és további 300 ember megsérült.